# アイしてまこと! 恋するヲトメスタア
『アイしてまこと! 恋するヲトメスタア』（アイしてまこと! こいするヲトメスタア）は、原作：ヴァイオレット・作画：南天佑による日本の少女漫画作品。2008年6月より、講談社の運営するウェブコミック閲覧サイトMiChao!にて連載していた。単行本は、同社のミチャオeKC（電子書籍）より1巻が刊行されている。

## あらすじ
大正時代の横浜。大好きな姉を連れ戻すために舞琴が入学したのは、それまでの自分とは無縁だった煌びやかな世界。舞琴は姉のためにスタアになることを決意する。

## 登場人物
花森舞琴（はなもり まこと）
主人公。大好きな姉を連れ戻すために、けなげにがんばるタヌキ顔の田舎娘。桜塚音楽学校壱年生。
冬椿逢（ふゆつばき あい）
行方不明だった舞琴の姉。再会した舞琴に冷たい態度をとる。参年生。
薫（かおる）
舞琴と同じ「一族」の男。桜塚に臨時教官として先行潜入している。
忍（しのぶ）
舞琴のルームメイト。舞琴に敵意を抱く。壱年生。
牧口望恵（まきぐち もえ）
舞琴のルームメイト。壱年生。
涼極あずさ（りょうごく あずさ）
舞琴のクラス冬組の級長。学年一の実力らしい。舞琴に好意を抱く。壱年生。
里中橘花（さとなか　きっか）
全校生徒の憧れである男役の弐年生。
ドン・ホセ
巨大な鶏で鶏小屋のヌシ。
犬神教官（いぬがみきょうかん）
舞琴を抜擢した教官。
雪村教官（ゆきむらきょうかん）
逢の指導教官。演出担当教官の筆頭。